# Municipalità metropolitana di Tshwane
La municipalità metropolitana della Città di Tshwane  (in inglese City of Tshwane Metropolitan Municipality) è un municipalità metropolitana della provincia di Gauteng in Sudafrica e il suo codice di distretto è TSH.
La sede amministrativa e legislativa è la città di Pretoria e il suo territorio si estende su una superficie di 2.174 km² ed è suddiviso in 76 circoscrizioni elettorali (wards).
Nel 2011 ha inglobato le municipalità locali di Kungwini e di Nokeng tsa Taemane.

## Geografia fisica

### Confini
La municipalità metropolitana della Città di Tshwane confina a sud con quelle di Ekurhuleni e Johannesburg, a nord con la municipalità locale di Moretele (Bojanala/Nordovest), a est con la municipalità locale di Nokeng tsa Taemane (Metsweding), a est e a sud con la municipalità locale di Kungwini (Metsweding), a sud con la municipalità locale di Mogale City (West Rand) e a ovest con l'Area della Gestione del Distretto GTDMA48 e la municipalità locale di Bojanala (Nordovest).

### Suddivisione amministrativa
Il distretto è suddiviso in 15 aree
- Akasia
- Centurion
- Crocodile River
- Eersterust
- Ga-Rankuwa
- Hammanskraal
- Laudium
- Mabopane
- Mamelodi
- Pienaarsrivier
- Pretoria
- Soshanguve
- Temba
- Winterveld

### Città e comuni
- Akasia
- Amandebele A Lebelo
- Atteridgeville
- Babelegi
- Bon Accord
- Centurion
- Doornrandjies
- Erasmia
- Ga-Mokone
- Ga-Rankuwa
- Garsfontein
- Hammanskraal
- Irene
- Klippan
- Knopjeslaagte
- Mabopane
- Mamelodi
- Nellmapius
- Olievenhoutbos
- Onderstepoort
- Pinedene
- Pretoria
- Pretoria North
- Saulsville
- Soshanguve
- Temba
- Tirisano
- Tswaing
- Valhalla
- Winterveld

### Fiumi
- Apies
- Hennops
- Jukskei
- Kutswane
- Moreletta
- Pienaars
- Sand
- Swartspruit
- Tolwane

### Dighe
- Bon Accord Dam
- Rietvlei Dam